# Major League Soccer 2023
La Major League Soccer 2023 è stata la ventottesima edizione del campionato di calcio nordamericano.
In questa edizione il numero di partecipanti è stato aumentato da 28 a 29, visto l'ingresso dello St. Louis City. Il torneo è iniziato il 25 febbraio 2023 ed è terminato il 9 dicembre dello stesso anno. Il Columbus Crew ha vinto la manifestazione per la terza volta, battendo in finale (2-1) i campioni in carica del Los Angeles FC.

## Formula
Le squadre sono divise in due conference, la Western Conference e la Eastern Conference, in base alla loro posizione geografica. Lo svolgimento del torneo avviene in due fasi: stagione regolare e play-off. Il campionato non si svolge con la formula dell'andata e ritorno ma ogni club incontra gli altri un numero variabile di volte: le squadre della Western incontrano tre volte sei rivali della propria conference, due volte le restanti sette, più due incontri contro altrettante squadre della Western; undici squadre della Eastern incontrano tre volte otto rivali della propria conference, due volte le restanti quattro, più due incontri contro altrettante squadre della Eastern; due squadre della Western invece incontrano tre volte sette rivali della propria conference, due volte le restanti cinque, più tre incontri contro altrettante squadre della Eastern. Tutte le squadre disputano un totale di 34 partite, 17 in casa e 17 fuori. Vengono assegnati tre punti per ogni vittoria e un punto per ogni pareggio. Similmente alle altre grandi leghe americane di sport professionistici, non è prevista alcuna retrocessione né promozione.
Cambia la formula dei play-off, a cui partecipano da quest'anno le prime nove di ciascuna Conference. Le prime sette si qualificano direttamente per il primo turno, mentre le squadre all'ottavo e al nono posto disputano un turno preliminare in gare di sola andata. Il primo turno si disputa al meglio delle tre partite, con ogni gara decisa ai rigori in caso di parità; semifinali e finali di Conference, insieme alla finale della MLS Cup, si disputano invece con incontri di sola andata a eliminazione diretta, sul campo della formazione meglio piazzatasi nel corso della stagione regolare.
Si qualificano alla CONCACAF Champions Cup 2024 la vincitrice della MLS Cup, la vincitrice del Supporters' Shield (cioè la squadra con più punti al termine della stagione regolare), l'altra vincitrice di conference e le due migliori classificate fra le squadre non già qualificate. Le squadre della MLS possono qualificarsi alla massima competizione continentale anche tramite altre coppe: si qualificano infatti la vincitrice della U.S. Open Cup, la vincitrice del Canadian Championship e le prime tre classificate della Leagues Cup. A partire da quest'anno, i posti validi per la qualificazione alla Champions Cup non sono più ad esclusivo appannaggio dei club statunitensi ma anche dei club canadesi.
Un'ulteriore novità è data dall'ingresso di St. Louis City come 29ª squadra ed è inserita nella “Western Conference”, con Nashville che passa nella “Eastern Conference”.

## Partecipanti
| Club                | Stagione | Città          | Stadio                                     | Stagione 2022                                                                            |
| ------------------- | -------- | -------------- | ------------------------------------------ | ---------------------------------------------------------------------------------------- |
| Atlanta United      | dettagli | Atlanta        | Mercedes-Benz Stadium                      | 11º nella Eastern Conference                                                             |
| Austin FC           | dettagli | Austin         | Q2 Stadium                                 | 2º nella Western Conference                                                              |
| Charlotte FC        | dettagli | Charlotte      | Bank of America Stadium                    | 9º nella Eastern Conference                                                              |
| Chicago Fire        | dettagli | Chicago        | Soldier Field                              | 12º nella Eastern Conference                                                             |
| FC Cincinnati       | dettagli | Cincinnati     | TQL Stadium                                | 5º nella Eastern Conference                                                              |
| Colorado Rapids     | dettagli | Denver         | Dick's Sporting Goods Park (Commerce City) | 10º nella Western Conference                                                             |
| Columbus Crew       | dettagli | Columbus       | Lower.com Field                            | 8º nella Eastern Conference                                                              |
| FC Dallas           | dettagli | Frisco         | Toyota Stadium (Frisco)                    | 3º nella Western Conference                                                              |
| D.C. United         | dettagli | Washington     | Audi Field                                 | 14º nella Eastern Conference                                                             |
| Houston Dynamo      | dettagli | Houston        | PNC Stadium                                | 13º nella Western Conference                                                             |
| Inter Miami         | dettagli | Miami          | DRV PNK Stadium (Fort Lauderdale)          | 6º nella Eastern Conference                                                              |
| Los Angeles FC      | dettagli | Los Angeles    | Banc of California Stadium                 | 1º nella Western Conference Vincitore del MLS Supporters' Shield Vincitore della MLS Cup |
| LA Galaxy           | dettagli | Los Angeles    | Dignity Health Sports Park (Carson)        | 4º nella Western Conference                                                              |
| Minnesota Utd       | dettagli | Saint Paul     | Allianz Field                              | 6º nella Western Conference                                                              |
| CF Montréal         | dettagli | Montréal       | Stade Saputo                               | 2º nella Eastern Conference                                                              |
| Nashville           | dettagli | Nashville      | Geodis Park                                | 5º nella Eastern Conference                                                              |
| N.E. Revolution     | dettagli | Foxborough     | Gillette Stadium                           | 10º nella Eastern Conference                                                             |
| New York City       | dettagli | New York       | Yankee Stadium                             | 3º nella Eastern Conference                                                              |
| N.Y. Red Bulls      | dettagli | New York       | Red Bull Arena (Harrison, NJ)              | 4º nella Eastern Conference                                                              |
| Orlando City        | dettagli | Orlando        | Exploria Stadium                           | 7º nella Eastern Conference                                                              |
| Philadelphia Union  | dettagli | Filadelfia     | Subaru Park (Chester)                      | 1º nella Eastern Conference                                                              |
| Portland Timbers    | dettagli | Portland       | Providence Park                            | 8º nella Western Conference                                                              |
| Real Salt Lake      | dettagli | Salt Lake City | Rio Tinto Stadium (Sandy)                  | 7º nella Western Conference                                                              |
| S.J. Earthquakes    | dettagli | San Jose       | PayPal Park                                | 14º nella Western Conference                                                             |
| Seattle Sounders    | dettagli | Seattle        | Lumen Field                                | 11º nella Western Conference                                                             |
| Sporting K.C.       | dettagli | Kansas City    | Children's Mercy Park                      | 12º nella Western Conference                                                             |
| St. Louis City      | dettagli | Saint Louis    | CityPark                                   | Esordiente                                                                               |
| Toronto FC          | dettagli | Toronto        | BMO Field                                  | 13º nella Eastern Conference                                                             |
| Vancouver Whitecaps | dettagli | Vancouver      | BC Place                                   | 9º nella Western Conference                                                              |

### Allenatori
| Club                | Allenatore |
| ------------------- | --- |
| Atlanta United      | Gonzalo Pineda |
| Austin FC           | Josh Wolff |
| Charlotte FC        | Christian Lattanzio |
| Chicago Fire        | Ezra Hendrickson (fino all'8 maggio) Fōtios Klopas (ad interim dall'8 maggio)                                           |
| FC Cincinnati       | Pat Noonan |
| Colorado Rapids     | Robin Fraser |
| Columbus Crew       | Wilfried Nancy |
| FC Dallas           | Nico Estévez |
| D.C. United         | Wayne Rooney (fino al 7 ottobre)                                                                                        |
| Houston Dynamo      | Ben Olsen |
| Inter Miami         | Phil Neville (fino al 1º giugno) Javier Morales (ad interim dal 1º giugno al 10 luglio) Gerardo Martino (dal 10 luglio) |
| Los Angeles FC      | Steve Cherundolo |
| LA Galaxy           | Greg Vanney |
| Minnesota Utd       | Adrian Heath |
| CF Montréal         | Hernán Losada |
| Nashville           | Gary Smith |
| N.E. Revolution     | Bruce Arena |
| New York City       | Nick Cushing |
| N.Y. Red Bulls      | Gerhard Struber (fino all'8 maggio) Troy Lesesne (dall'8 maggio)                                                        |
| Orlando City        | Óscar Pareja |
| Philadelphia Union  | Jim Curtin |
| Portland Timbers    | Giovanni Savarese (fino al 22 agosto) Miles Joseph (ad interim dal 22 agosto maggio)                                    |
| Real Salt Lake      | Pablo Mastroeni |
| S.J. Earthquakes    | Luchi Gonzalez |
| Seattle Sounders    | Brian Schmetzer |
| Sporting K.C.       | Peter Vermes |
| St. Louis City      | Bradley Carnell |
| Toronto FC          | Bob Bradley (fino al 26 giugno) Terry Dunfield (ad interim dal 26 giugno al 28 agosto) John Herdman (dal 28 agosto)     |
| Vancouver Whitecaps | Vanni Sartini |

## Classifiche regular season

### Eastern Conference
|  | Pos. | Squadra            | Pt | G  | V  | N  | P  | GF | GS | DR  |
|  | ---- | ------------------ | -- | -- | -- | -- | -- | -- | -- | --- |
|  | 1.   | FC Cincinnati      | 69 | 34 | 17 | 8  | 4  | 47 | 33 | +14 |
|  | 2.   | Orlando City       | 63 | 34 | 14 | 8  | 7  | 45 | 36 | +9  |
|  | 3.   | Columbus Crew      | 57 | 34 | 14 | 6  | 9  | 60 | 41 | +19 |
|  | 4.   | Philadelphia Union | 55 | 34 | 14 | 6  | 8  | 51 | 35 | +16 |
|  | 5.   | N.E. Revolution    | 55 | 34 | 13 | 9  | 6  | 47 | 34 | +13 |
|  | 6.   | Atlanta United     | 51 | 34 | 12 | 10 | 8  | 57 | 46 | +11 |
|  | 7.   | Nashville          | 49 | 34 | 12 | 7  | 9  | 35 | 27 | +8  |
|  | 8.   | N.Y. Red Bulls     | 43 | 34 | 11 | 4  | 14 | 29 | 41 | -12 |
|  | 9.   | Charlotte FC       | 43 | 34 | 9  | 9  | 12 | 38 | 39 | -1  |
|  | 10.  | New York City      | 41 | 34 | 7  | 13 | 10 | 30 | 36 | -6  |
|  | 11.  | CF Montréal        | 41 | 34 | 8  | 9  | 11 | 32 | 45 | -13 |
|  | 12.  | D.C. United        | 40 | 34 | 7  | 12 | 9  | 36 | 45 | -9  |
|  | 13.  | Chicago Fire       | 40 | 34 | 9  | 4  | 15 | 36 | 44 | -8  |
|  | 14.  | Inter Miami        | 34 | 34 | 7  | 10 | 12 | 25 | 34 | -9  |
|  | 15.  | Toronto FC         | 22 | 34 | 4  | 10 | 16 | 24 | 45 | -21 |

Legenda:
      Ammessa al primo turno dei play-off.
      Ammesse al turno preliminare dei play-off.

### Western Conference
|  | Pos. | Squadra             | Pt | G  | V  | N  | P  | GF | GS | DR  |
|  | ---- | ------------------- | -- | -- | -- | -- | -- | -- | -- | --- |
|  | 1.   | St. Louis City      | 56 | 34 | 15 | 5  | 10 | 56 | 38 | +18 |
|  | 2.   | Seattle Sounders    | 53 | 34 | 12 | 9  | 9  | 37 | 31 | +6  |
|  | 3.   | Los Angeles FC      | 52 | 34 | 12 | 8  | 9  | 44 | 34 | +10 |
|  | 4.   | Houston Dynamo      | 51 | 34 | 12 | 7  | 10 | 41 | 33 | +8  |
|  | 5.   | Real Salt Lake      | 50 | 34 | 11 | 8  | 9  | 46 | 41 | +5  |
|  | 6.   | Vancouver Whitecaps | 48 | 34 | 11 | 7  | 11 | 40 | 44 | -4  |
|  | 7.   | FC Dallas           | 46 | 34 | 10 | 10 | 10 | 35 | 39 | -4  |
|  | 8.   | Sporting K.C.       | 44 | 34 | 10 | 9  | 11 | 38 | 46 | -8  |
|  | 9.   | S.J. Earthquakes    | 44 | 34 | 10 | 8  | 10 | 33 | 32 | +1  |
|  | 10.  | Portland Timbers    | 43 | 34 | 9  | 10 | 10 | 37 | 38 | -1  |
|  | 11.  | Minnesota Utd       | 41 | 34 | 9  | 8  | 13 | 39 | 43 | -4  |
|  | 12.  | Austin FC           | 39 | 34 | 9  | 7  | 13 | 40 | 46 | -6  |
|  | 13.  | LA Galaxy           | 36 | 34 | 8  | 9  | 11 | 39 | 48 | -9  |
|  | 14.  | Colorado Rapids     | 27 | 34 | 4  | 10 | 14 | 19 | 42 | -21 |

Legenda:
      Ammessa al primo turno dei play-off.
      Ammesse al turno preliminare dei play-off.

### Classifica generale
La squadra prima classificata in questa classifica vince il Supporters’ Shield.
|  | Pos. | Squadra             | Pt | G  | V  | N  | P  | GF | GS | DR  |
|  | ---- | ------------------- | -- | -- | -- | -- | -- | -- | -- | --- |
|  | 1.   | FC Cincinnati       | 69 | 34 | 20 | 9  | 5  | 57 | 39 | +18 |
|  | 2.   | Orlando City        | 63 | 34 | 18 | 9  | 7  | 55 | 39 | +16 |
|  | 3.   | Columbus Crew       | 57 | 34 | 16 | 9  | 9  | 67 | 46 | +21 |
|  | 4.   | St. Louis City      | 56 | 34 | 17 | 5  | 12 | 62 | 45 | +17 |
|  | 5.   | Philadelphia Union  | 55 | 34 | 15 | 10 | 9  | 57 | 41 | +16 |
|  | 6.   | N.E. Revolution     | 55 | 34 | 15 | 10 | 9  | 58 | 46 | +12 |
|  | 7.   | Seattle Sounders    | 53 | 34 | 14 | 11 | 9  | 41 | 32 | +9  |
|  | 8.   | Los Angeles FC      | 52 | 34 | 14 | 10 | 10 | 54 | 39 | +15 |
|  | 9.   | Houston Dynamo      | 51 | 34 | 14 | 9  | 11 | 51 | 38 | +13 |
|  | 10.  | Atlanta United      | 51 | 34 | 13 | 12 | 9  | 66 | 53 | +13 |
|  | 11.  | Real Salt Lake      | 50 | 34 | 14 | 8  | 12 | 48 | 50 | -2  |
|  | 12.  | Nashville           | 49 | 34 | 13 | 10 | 11 | 39 | 32 | +7  |
|  | 13.  | Vancouver Whitecaps | 49 | 34 | 12 | 12 | 10 | 55 | 48 | +7  |
|  | 14.  | FC Dallas           | 46 | 34 | 11 | 13 | 10 | 41 | 37 | +4  |
|  | 15.  | Sporting K.C.       | 44 | 34 | 12 | 8  | 14 | 48 | 51 | -3  |
|  | 16.  | S.J. Earthquakes    | 44 | 34 | 10 | 14 | 10 | 39 | 43 | -4  |
|  | 17.  | N.Y. Red Bulls      | 43 | 34 | 11 | 10 | 13 | 36 | 39 | -3  |
|  | 18.  | Portland Timbers    | 43 | 34 | 11 | 10 | 13 | 46 | 58 | -12 |
|  | 19.  | Charlotte FC        | 43 | 34 | 10 | 13 | 11 | 45 | 52 | -7  |
|  | 20.  | CF Montréal         | 41 | 34 | 12 | 5  | 17 | 36 | 52 | -16 |
|  | 21.  | Minnesota Utd       | 41 | 34 | 10 | 11 | 13 | 46 | 51 | -5  |
|  | 22.  | New York City       | 41 | 34 | 9  | 14 | 11 | 35 | 39 | -4  |
|  | 23.  | D.C. United         | 40 | 34 | 10 | 10 | 14 | 45 | 49 | -4  |
|  | 24.  | Chicago Fire        | 40 | 34 | 10 | 10 | 14 | 39 | 51 | -12 |
|  | 25.  | Austin FC           | 39 | 34 | 10 | 9  | 15 | 49 | 55 | -6  |
|  | 26.  | LA Galaxy           | 36 | 34 | 8  | 12 | 14 | 51 | 67 | -16 |
|  | 27.  | Inter Miami         | 34 | 34 | 9  | 7  | 18 | 41 | 54 | -13 |
|  | 28.  | Colorado Rapids     | 27 | 34 | 5  | 12 | 17 | 26 | 54 | -28 |
|  | 29.  | Toronto FC          | 22 | 34 | 4  | 10 | 20 | 26 | 59 | -33 |

Legenda:

      Vincitrice della MLS e qualificata alla CONCACAF Champions Cup 2024
      Qualificate alla CONCACAF Champions Cup 2024:
- FC Cincinnati vincitore del Supporters' Shield
- St. Louis City primo classificato in Western Conference
- Orlando City SC club miglior classificato fra le squadre non già qualificate
- New England Revolution secondo miglior classificato fra le squadre non già qualificate
- Houston Dynamo vincitore della U.S. Open Cup 2023
- Inter Miami vincitore della Leagues Cup 2023
- Nashville finalista della Leagues Cup 2023
- Philadelphia Union terza classificata in Leagues Cup 2023
- Vancouver Whitecaps vincitore del Canadian Championship 2023

In caso di arrivo a pari punti:
1. Maggior numero di vittorie;
2. Differenza reti;
3. Gol fatti;
4. Minor numero di punti disciplinari;
5. Differenza reti in trasferta;
6. Gol fatti in trasferta;
7. Differenza reti in casa;
8. Gol fatti in casa;
9. Lancio della moneta (2 squadre) o estrazione a sorte (3 o più squadre).

## Risultati
Aggiornati al 21 ottobre 2023.
|                     | ATL | AUS     | CHA | CHI | CIN | COL | CLB | DAL     | DCU | HOU | MIA | LAF     | LAG     | MNU     | MTL | NAS | NER | NYC | NYR | ORL | PHI | POR     | RSL | STL | SJE     | SEA     | SKC     | TOR | VAN     |
| ------------------- | --- | ------- | --- | --- | --- | --- | --- | ------- | --- | --- | --- | ------- | ------- | ------- | --- | --- | --- | --- | --- | --- | --- | ------- | --- | --- | ------- | ------- | ------- | --- | ------- |
| Atlanta United      |     |         | 1-3 | 2-1 | 1-2 | 4-0 | 1-1 |         | 3-1 |     | 5-2 |         |         |         | 4-1 | 4-0 | 3-3 | 2-2 | 1-0 | 1-2 | 2-0 | 5-1     |     |     | 2-1     |         |         | 1-1 |         |
| Austin FC           |     |         |     |     |     | 1-1 |     | 0-1 3-0 | 3-0 | 3-0 |     | 2-4     | 3-3     | 2-1     | 1-0 |     |     |     |     |     |     | 1-2     | 1-2 | 2-3 | 2-2     | 1-2     | 2-1     | 1-0 | 0-0     |
| Charlotte FC        | 0-3 |         |     | 2-1 | 2-2 | 2-2 | 1-0 |         | 0-0 |     | 1-0 | 2-1     |         |         | 0-0 | 1-2 | 0-1 | 3-2 | 1-1 | 1-1 | 2-2 |         |     |     |         | 3-3     |         | 3-0 |         |
| Chicago Fire        | 3-3 |         | 0-2 |     | 3-3 |     | 1-2 |         | 0-0 |     | 4-1 |         |         | 2-1     | 3-0 | 1-0 | 2-2 | 1-1 | 2-2 | 1-3 | 2-2 |         |     | 1-0 |         |         |         | 1-0 | 0-1     |
| Cincinnati          | 2-2 |         | 3-0 | 1-0 |     |     | 3-2 |         | 2-1 | 2-1 | 1-0 |         |         |         | 3-0 | 3-1 | 2-2 | 3-0 | 1-2 | 0-1 | 1-0 | 2-1     |     |     |         | 1-0     |         | 3-0 |         |
| Colorado Rapids     |     | 1-0     |     |     | 0-1 |     |     | 2-1     |     | 0-0 |     | 0-0     | 0-0     | 1-2     |     |     | 2-1 |     |     | 2-0 | 1-2 | 0-0     | 2-3 | 1-1 | 0-0     | 1-2     | 0-0     |     | 2-2     |
| Columbus Crew       | 6-1 |         | 4-2 | 3-0 | 3-0 | 3-2 |     |         | 2-0 |     | 1-2 | 2-1     | 2-0     |         |     | 2-0 | 1-1 | 1-1 | 2-1 | 2-2 | 1-1 |         | 4-0 |     |         |         |         | 2-0 |         |
| FC Dallas           | 2-2 | 1-0     |     |     |     | 1-1 |     |         | 0-1 | 1-1 |     | 2-0     | 3-1     | 0-1     |     | 1-2 |     | 1-1 |     |     |     | 1-1     | 2-1 | 2-0 | 0-0     | 1-1     | 2-1     |     | 2-1     |
| D.C. United         | 1-1 |         | 3-0 | 4-0 | 3-0 |     | 0-2 |         |     |     | 2-2 |         | 3-0     |         | 2-2 | 1-1 | 1-2 | 2-0 | 3-5 | 1-1 | 1-3 |         | 1-2 |     | 0-0     |         |         | 3-2 |         |
| Houston Dynamo      |     | 2-0 2-1 |     |     |     | 5-1 | 2-0 | 0-0     |     |     | 1-0 | 4-0     | 3-0     | 0-3     |     |     |     | 1-0 |     |     |     | 5-0     | 0-0 | 1-1 | 4-1     | 0-1     | 2-2     |     | 4-1     |
| Inter Miami         | 2-1 | 1-1     | 2-2 | 2-3 | 0-1 | 2-2 |     | 0-1     | 1-2 |     |     |         |         |         | 2-0 | 0-0 | 2-1 | 1-1 | 0-1 | 1-3 | 2-0 |         |     |     |         |         | 3-2     | 4-0 |         |
| Los Angeles FC      | 0-0 | 3-0     |     |     |     | 4-0 |     | 2-1     |     | 0-1 | 1-3 |         | 4-2     | 5-1     |     |     | 4-0 |     |     |     |     | 3-2     | 0-1 | 3-0 | 2-1 1-1 | 1-0     | 1-1     |     | 2-3     |
| LA Galaxy           |     | 2-0     | 0-1 | 3-0 |     | 1-3 |     | 1-4     |     | 0-0 |     | 2-3 2-1 |         | 4-3     |     |     |     |     |     |     | 3-1 | 3-3     | 2-2 | 2-2 | 2-1     | 1-2     | 2-2     |     | 1-1     |
| Minnesota Utd       |     | 1-4     |     |     |     | 3-0 |     | 0-0     |     | 1-0 |     | 1-1     | 5-2     |         |     |     | 1-1 |     | 1-1 | 1-2 |     | 4-1     | 1-1 | 1-1 | 1-2     | 1-1     | 0-1     | 1-1 | 1-1     |
| CF Montréal         | 0-1 |         | 2-0 | 0-0 | 1-1 |     | 2-4 |         | 0-1 | 1-1 | 1-0 |         |         | 4-0     |     | 1-0 | 1-0 | 0-1 | 2-0 | 2-0 | 3-2 | 4-1     |     |     |         |         |         | 2-0 |         |
| Nashville           | 3-1 |         | 1-1 | 3-0 | 0-1 |     | 3-1 |         | 2-0 |     | 2-1 | 1-1     |         |         | 2-0 |     | 3-2 | 2-0 | 0-1 | 0-1 | 0-2 |         |     | 3-1 |         | 0-0     |         | 0-0 |         |
| N.E. Revolution1    | 2-1 | 2-2     | 2-1 | 3-3 | 1-1 |     | 1-2 |         | 4-0 | 3-0 | 3-1 |         |         |         | 4-0 | 1-0 |     | 1-1 | 1-0 | 3-1 | 2-1 |         |     |     |         |         | 2-1     | 2-1 |         |
| New York City       | 1-1 |         | 1-1 | 1-0 | 1-3 |     | 1-1 | 3-1     | 3-2 |     | 1-0 |         |         | 0-2     | 2-0 | 2-1 | 0-0 |     | 0-0 | 2-0 | 1-3 |         |     |     |         |         |         | 3-0 | 1-1     |
| N.Y. Red Bulls      | 4-0 | 1-1     | 2-2 | 0-1 | 1-2 |     | 2-1 |         | 1-0 | 1-1 | 0-2 |         |         |         | 2-1 | 0-0 | 2-1 | 1-0 |     | 0-3 | 0-1 |         |     |     | 1-1     |         |         | 3-0 |         |
| Orlando City        | 1-1 |         | 1-2 | 3-1 | 0-0 | 2-0 | 4-3 |         | 1-3 |     | 1-1 |         | 2-0     |         | 3-0 | 0-2 | 3-2 | 1-1 | 1-0 |     | 2-2 |         |     | 2-1 |         |         |         | 4-0 |         |
| Philadelphia Union  | 3-2 |         | 1-0 | 1-0 | 2-2 |     | 4-1 | 1-1     | 0-0 |     | 4-1 | 0-0     |         |         | 3-0 | 0-0 | 3-0 | 2-1 | 4-1 | 1-2 |     |         |     |     |         |         | 0-0     | 4-2 |         |
| Portland Timbers    | 2-2 |         |     | 1-2 | 3-2 | 3-2 |     | 1-0     |     | 1-3 |     | 2-0     | 0-0     | 0-1     |     |     |     | 1-1 |     |     |     |         | 2-1 | 1-2 | 2-1     | 4-1     | 1-0     |     | 3-1 2-3 |
| Real Salt Lake      |     | 1-2     | 3-1 |     |     | 2-0 |     | 1-3     |     | 0-3 |     | 0-3     | 2-3     | 2-2     |     |     |     | 0-0 | 3-1 | 4-0 |     | 0-0     |     | 0-4 | 3-1     | 0-0     | 2-3     |     | 2-1     |
| St. Louis City      |     | 6-3     | 3-1 |     | 5-1 | 2-0 |     | 2-1     |     | 3-0 | 3-0 | 0-0     | 1-1     | 0-1     |     |     |     |     |     |     |     | 1-2     | 1-3 |     | 3-0     | 0-2     | 4-0 4-1 |     | 3-1     |
| S.J. Earthquakes    |     | 1-1     |     |     |     | 1-0 |     | 1-1     |     | 2-1 | 2-1 |         | 2-2 2-3 | 1-1     |     | 1-1 |     |     |     |     | 2-1 | 0-0     | 2-1 | 1-2 |         | 2-0     | 3-0     | 0-0 | 2-1     |
| Seattle Sounders    | 0-2 | 1-2     |     |     |     | 4-0 |     | 1-1     |     | 1-0 |     | 0-0     | 2-1     | 1-0     |     |     |     |     | 1-0 | 0-0 |     | 0-0 2-2 | 2-0 | 3-0 | 0-1     |         | 1-2     |     | 0-0     |
| Sporting K.C.       |     | 4-1     |     | 0-1 |     | 0-1 |     | 2-1     |     | 2-1 |     | 1-2     | 0-0     | 3-0 3-1 | 0-2 | 0-3 |     |     |     |     |     | 4-1     | 2-2 | 2-1 | 3-0     | 1-4     |         |     | 3-0     |
| Toronto FC          | 2-2 |         | 2-2 | 0-0 | 2-3 |     | 1-1 |         | 2-1 |     | 2-0 |         |         |         | 2-3 | 1-1 | 0-2 | 1-0 | 0-0 | 0-2 | 3-1 |         | 0-1 | 0-1 |         |         |         |     | 1-2     |
| Vancouver Whitecaps |     | 2-1     |     |     | 1-1 | 0-0 |     | 1-1     | 2-2 | 6-2 |     | 1-1     | 4-2     | 3-2     | 5-0 |     |     |     |     |     |     | 1-0     | 1-2 | 3-0 | 0-1     | 2-0 2-3 | 6-2     |     |         |

### MLS All-Star Game
| Arbitro: | Unkel |

|  |           |                                                                              |
|  | Marcatori | 5’ Gabriel Jesus 23’ Trossard 48’ (rig.) Jorginho 84’ Martinelli 89’ Havertz |

## Play-off
Le squadre teste di serie con posizione più alta in classifica Supporters' Shield ospitano la partita a eliminazione diretta. Durante i turni al meglio dei tre, la squadra con la testa di serie con posizione più alta in classifica Supporters' Shield ospita la prima partita e, se necessario, la terza partita.

### Tabellone
|  | Turno preliminare | Turno preliminare | Turno preliminare |  |  | Primo turno | Primo turno         | Primo turno | Primo turno        | Primo turno |  |  | Semifinali di Conference | Semifinali di Conference | Semifinali di Conference |                |   | Finali di Conference | Finali di Conference | Finali di Conference |                |   | Finale MLS | Finale MLS | Finale MLS |  |
|  |                   |                   |                   |  |  |             |                     |             |                    |             |  |  |                          |                          |                          |                |   |                      |                      |                      |                |   |            |            |            |  |
|  | E8                | N.Y. Red Bulls    | 5                 |  |  |             |                     |             |                    |             |  |  |                          |                          |                          |                |   |                      |                      |                      |                |   |            |            |            |  |
|  | E9                | Charlotte FC      | 2                 |  |  | E1          | FC Cincinnati       | 3           | 1 (8)              |             |  |  |                          |                          |                          |                |   |                      |                      |                      |                |   |            |            |            |  |
|  |                   |                   |                   |  |  | E8          | N.Y. Red Bulls      | 0           | 1 (7)              |             |  |  |                          |                          |                          |                |   |                      |                      |                      |                |   |            |            |            |  |
|  |                   |                   |                   |  |  |             |                     |             |                    |             |  |  | E1                       | FC Cincinnati            | 1                        |                |   |                      |                      |                      |                |   |            |            |            |  |
|  |                   |                   |                   |  |  |             |                     | E4          | Philadelphia Union | 0           |  |  |                          |                          |                          |                |   |                      |                      |                      |                |   |            |            |            |  |
|  |                   |                   |                   |  |  | E4          | Philadelphia Union  | 3           | 1                  |             |  |  |                          |                          |                          |                |   |                      |                      |                      |                |   |            |            |            |  |
|  |                   |                   |                   |  |  | E5          | N.E. Revolution     | 1           | 0                  |             |  |  |                          |                          |                          |                |   |                      |                      |                      |                |   |            |            |            |  |
|  |                   |                   |                   |  |  |             |                     |             |                    |             |  |  | E1                       | FC Cincinnati            | 2                        |                |   |                      |                      |                      |                |   |            |            |            |  |
|  |                   |                   |                   |  |  |             |                     |             |                    |             |  |  |                          |                          | E3                       | Columbus Crew  | 3 |                      |                      |                      |                |   |            |            |            |  |
|  |                   |                   |                   |  |  | E3          | Columbus Crew       | 2           | 2                  | 4           |  |  |                          |                          |                          |                |   |                      |                      |                      |                |   |            |            |            |  |
|  |                   |                   |                   |  |  | E6          | Atlanta United      | 0           | 4                  | 2           |  |  |                          |                          |                          |                |   |                      |                      |                      |                |   |            |            |            |  |
|  |                   |                   |                   |  |  |             |                     |             |                    |             |  |  | E3                       | Columbus Crew            | 2                        |                |   |                      |                      |                      |                |   |            |            |            |  |
|  |                   |                   |                   |  |  |             |                     | E2          | Orlando City       | 0           |  |  |                          |                          |                          |                |   |                      |                      |                      |                |   |            |            |            |  |
|  |                   |                   |                   |  |  | E2          | Orlando City        | 1           | 1                  |             |  |  |                          |                          |                          |                |   |                      |                      |                      |                |   |            |            |            |  |
|  |                   |                   |                   |  |  | E7          | Nashville           | 0           | 0                  |             |  |  |                          |                          |                          |                |   |                      |                      |                      |                |   |            |            |            |  |
|  |                   |                   |                   |  |  |             |                     |             |                    |             |  |  | E3                       | Columbus Crew            | 2                        |                |   |                      |                      |                      |                |   |            |            |            |  |
|  |                   |                   |                   |  |  |             |                     |             |                    |             |  |  |                          |                          |                          |                |   |                      |                      | W3                   | Los Angeles FC | 1 |            |            |            |  |
|  |                   |                   |                   |  |  | W1          | St. Louis City      | 1           | 1                  |             |  |  |                          |                          |                          |                |   |                      |                      |                      |                |   |            |            |            |  |
|  | W8                | Sporting K.C.     | 0 (4)             |  |  | W8          | Sporting K.C.       | 4           | 2                  |             |  |  |                          |                          |                          |                |   |                      |                      |                      |                |   |            |            |            |  |
|  | W9                | S.J. Earthquakes  | 0 (2)             |  |  |             |                     |             |                    |             |  |  | W8                       | Sporting K.C.            | 0                        |                |   |                      |                      |                      |                |   |            |            |            |  |
|  |                   |                   |                   |  |  |             |                     | W4          | Houston Dynamo     | 1           |  |  |                          |                          |                          |                |   |                      |                      |                      |                |   |            |            |            |  |
|  |                   |                   |                   |  |  | W4          | Houston Dynamo      | 2           | 1 (4)              | 1 (4)       |  |  |                          |                          |                          |                |   |                      |                      |                      |                |   |            |            |            |  |
|  |                   |                   |                   |  |  | W5          | Real Salt Lake      | 1           | 1 (5)              | 1 (3)       |  |  |                          |                          |                          |                |   |                      |                      |                      |                |   |            |            |            |  |
|  |                   |                   |                   |  |  |             |                     |             |                    |             |  |  | W4                       | Houston Dynamo           | 0                        |                |   |                      |                      |                      |                |   |            |            |            |  |
|  |                   |                   |                   |  |  |             |                     |             |                    |             |  |  |                          |                          | W3                       | Los Angeles FC | 2 |                      |                      |                      |                |   |            |            |            |  |
|  |                   |                   |                   |  |  | W3          | Los Angeles FC      | 5           | 1                  |             |  |  |                          |                          |                          |                |   |                      |                      |                      |                |   |            |            |            |  |
|  |                   |                   |                   |  |  | W6          | Vancouver Whitecaps | 2           | 0                  |             |  |  |                          |                          |                          |                |   |                      |                      |                      |                |   |            |            |            |  |
|  |                   |                   |                   |  |  |             |                     |             |                    |             |  |  | W3                       | Los Angeles FC           | 1                        |                |   |                      |                      |                      |                |   |            |            |            |  |
|  |                   |                   |                   |  |  |             |                     | W2          | Seattle Sounders   | 0           |  |  |                          |                          |                          |                |   |                      |                      |                      |                |   |            |            |            |  |
|  |                   |                   |                   |  |  | W2          | Seattle Sounders    | 2           | 1                  | 1           |  |  |                          |                          |                          |                |   |                      |                      |                      |                |   |            |            |            |  |
|  |                   |                   |                   |  |  | W7          | FC Dallas           | 0           | 3                  | 0           |  |  |                          |                          |                          |                |   |                      |                      |                      |                |   |            |            |            |  |

### Turno preliminare

#### Eastern Conference
| Arbitro: | Ismail Elfath |

|                                            |           |                                |
| Manoel 10’, 37’, 78’ Tolkin 26’ Barlow 56’ | Marcatori | 74’ (rig.) Vargas 86’ Agyemang |

#### Western Conference
| Arbitro: | Allen Chapman |

|                                    |                      |                              |
| Russell Pulido Thommy Kinda Sallói | Tiri di rigore 4 – 2 | Espinoza Yueill Skahan Akapo |

### Primo turno
| Squadra 1          | Serie | Squadra 2           | Incontro 1 | Incontro 2       | Incontro 3       |
| ------------------ | ----- | ------------------- | ---------- | ---------------- | ---------------- |
| Eastern Conference |       |                     |            |                  |                  |
| FC Cincinnati      | 2-0   | N.Y. Red Bulls      | 3-0        | 1-1 (7-8 d.c.r.) | -                |
| Orlando City       | 2-0   | Nashville           | 1-0        | 1-0              | -                |
| Columbus Crew      | 2-1   | Atlanta United      | 2-0        | 2-4              | 4-2              |
| Philadelphia Union | 2-0   | N.E. Revolution     | 3-1        | 1-0              | -                |
| Western Conference |       |                     |            |                  |                  |
| St. Louis City     | 0-2   | Sporting K.C.       | 1-4        | 1-2              | -                |
| Seattle Sounders   | 2-1   | FC Dallas           | 2-0        | 1-3              | 1-0              |
| Los Angeles FC     | 2-0   | Vancouver Whitecaps | 5-2        | 1-0              | -                |
| Houston Dynamo     | 2-1   | Real Salt Lake      | 2-1        | 1-1 (4-5 d.c.r.) | 1-1 (4-3 d.c.r.) |

#### Eastern Conference
| Arbitro: | Pierre-Luc Lauziere |

|                                        |           |         |
| Gazdag 19’ (rig.) Uhre 26’ Harriel 37’ | Marcatori | 68’ Bou |

| Arbitro: | Rubiel Vazquez |

|                             |           |  |
| Barreal 23’, 89’ Acosta 35’ | Marcatori |  |

| Arbitro: | Armando Villarreal |

|               |           |  |
| Cartagena 41’ | Marcatori |  |

| Arbitro: | Lukasz Szpala |

|                             |           |  |
| Hernández 45+1’, 51’ (rig.) | Marcatori |  |

| Arbitro: | Victor Rivas |

|                                                                       |                      |                                                                           |
| Barlow 45’                                                            | Marcatori            | 75’ Boupendza                                                             |
| Fernandez Amaya Nealis Harper Tolkin Nealis Manoel Stroud Ngoma Reyes | Tiri di rigore 7 – 8 | Acosta Kubo Arias Vázquez Barreal Miazga Boupendza Santos Mosquera Moreno |

| Arbitro: | Chris Penso |

|                                                            |           |                             |
| Giakoumakīs 38’ (rig.) Xande 45+4’ Mosquera 83’ Almada 88’ | Marcatori | 45’ Hernández 90+5’ Arfsten |

| Arbitro: | Allen Chapman |

|  |           |           |
|  | Marcatori | 6’ Angulo |

| Arbitro: | Drew Fischer |

|  |           |             |
|  | Marcatori | 79’ Donovan |

| Arbitro: | Armando Villarreal |

|                                           |           |                           |
| Nagbe 9’ Amundsen 17’ Mățan 33’ Rossi 47’ | Marcatori | 35’ Giakoumakīs 50’ Xande |

#### Western Conference
| Arbitro: | Jon Freemon |

|                                                    |           |                        |
| Hollingshead 18’, 52’ Bouanga 29’, 64’ Murillo 80’ | Marcatori | 27’ White 40’ Adekugbe |

| Arbitro: | Guido Gonzales Jr. |

|                       |           |          |
| Herrera 22’ Bassi 79’ | Marcatori | 54’ Luna |

| Arbitro: | Ted Unkel |

|            |           |                                            |
| Parker 28’ | Marcatori | 27’ Ndenbe 36’ Walter 39’ Kinda 61’ Sallói |

| Arbitro: | Joseph Dickerson |

|                              |           |  |
| Rusnák 43’ (rig.) Morris 28’ | Marcatori |  |

| Arbitro: | Rosendo Mendoza |

|                                           |           |            |
| Arriola 6’ Ferreira 18’ (rig.) Obrian 89’ | Marcatori | 48’ Morris |

| Arbitro: | Ismail Elfath |

|                         |           |            |
| Ndenbe 45+1’ Sallói 73’ | Marcatori | 86’ Pompeu |

| Arbitro: | Timothy Ford |

|  |           |                    |
|  | Marcatori | 24’ (rig.) Bouanga |

| Arbitro: | Fotis Bazakos |

|                                    |                      |                                              |
| Savarino 45’                       | Marcatori            | 28’ Bassi                                    |
| Arango Kreilach Savarino Vera Luna | Tiri di rigore 5 – 4 | Bassi Carrasquilla Úlfarsson Dorsey Quiñónes |

| Arbitro: | Fotis Bazakos |

|            |           |  |
| Rusnák 36’ | Marcatori |  |

| Arbitro: | Chris Penso |

|                                              |                      |                                 |
| Baird 28’                                    | Marcatori            | 65’ Luna                        |
| Carrasquilla Úlfarsson Bassi Quiñónes Dorsey | Tiri di rigore 4 – 3 | Arango Rubin Luna Vera Musovski |

### Semifinali di Conference
| Arbitro: | Jon Freemon |

|  |           |                            |
|  | Marcatori | 93’ Ramirez 118’ Hernández |

| Arbitro: | Ismail Elfath |

|                |           |  |
| Mosquera 90+4’ | Marcatori |  |

| Arbitro: | Guido Gonzales Jr. |

|             |           |  |
| Escobar 39’ | Marcatori |  |

| Arbitro: | Ted Unkel |

|  |           |                    |
|  | Marcatori | 43’ (rig.) Bouanga |

### Finali di Conference
| Arbitro: | Allen Chapman |

|                          |           |                                          |
| Vázquez 14’ Acosta 45+3’ | Marcatori | 75’ (aut.) Powell 86’ Rossi 115’ Ramirez |

| Arbitro: | Victor Rivas |

|                                     |           |  |
| Hollingshead 44’ Escobar 80’ (aut.) | Marcatori |  |

### Finale MLS
| Arbitro: | Armando Villarreal |

|                                 |           |             |
| Hernández 33’ (rig.) Yeboah 37’ | Marcatori | 74’ Bouanga |

## Statistiche

### Classifica marcatori regular season
| Gol |  |  | Giocatore             | Squadra             |
| --- |  |  | --------------------- | ------------------- |
| 20  |  |  | Denis Bouanga         | Los Angeles FC      |
| 17  |  |  | Luciano Acosta        | FC Cincinnati       |
| 17  |  |  | Giōrgos Giakoumakīs   | Atlanta United      |
| 16  |  |  | Juan Camilo Hernández | Columbus Crew       |
| 15  |  |  | Hany Mukhtar          | Nashville           |
| 15  |  |  | Brian White           | Vancouver Whitecaps |
| 14  |  |  | Christian Benteke     | D.C. United         |
| 14  |  |  | Julián Carranza       | Philadelphia Union  |
| 14  |  |  | Dániel Gazdag         | Philadelphia Union  |
| 14  |  |  | Alan Pulido           | Sporting K.C.       |
| 14  |  |  | Facundo Torres        | Orlando City        |
| 13  |  |  | Cristian Espinoza     | S.J. Earthquakes    |
| 13  |  |  | Duncan McGuire        | Orlando City        |
| 12  |  |  | Jesús Ferreira        | FC Dallas           |
| 12  |  |  | Karol Świderski       | Charlotte FC        |

(fonte: )